# Чемпіонат світу з боксу 2007
Чемпіонат світу з боксу 2007 відбувався з 23 жовтня  до 3 листопада 2007 року у Чикаго в США.
На чемпіонаті були відсутні кубинські боксери, яких Фідель Кастро побоювався пустити у США, щоб там не залишились.
Україну представляли: Георгій Чигаєв, Віталій Волков, Максим Третяк, Василь Ломаченко, Олександр Ключко, Андрій Лук'янчук, Олександр Стрецький, Сергій Дерев'янченко. Ісмаїл Сіллах, Денис Пояцика, В'ячеслав Глазков.

## Результати

### Медалісти
| Вагова категорія                 | Золото             | Срібло               | Бронза                                |
| Перша найлегша вага (-48 кг)     | Цзоу Шимін         | Гаррі Танамор        | Амнат Руенроенг Нордін Убаалі         |
| Найлегша вага (-51 кг)           | Роші Воррен        | Сомжит Джонгжохор    | Вінченцо Пікарді Самір Мамедов        |
| Легша вага (-54 кг)              | Сергій Водоп'янов  | Енхбатин Бадар-Ууган | Макджо Арройо Джозеф Мюррей           |
| Напівлегка вага (-57 кг)         | Альберт Селімов    | Василь Ломаченко     | Якуп Кіліч Лі Ян                      |
| Легка вага (-60 кг)              | Френкі Гевін       | Доменіко Валентіно   | Олексій Тищенко Кім Сонг Гук          |
| Перша напівсередня вага (-64 кг) | Серік Сапієв       | Геннадій Ковальов    | Масацугу Каваті Бредлі Сондерс        |
| Напівсередня вага (-69 кг)       | Деметріус Ендред   | Нон Бунжумнонг       | Адем Кіліччі Ханаті Силаму            |
| Середня вага (-75 кг)            | Матвій Коробов     | Альфонсо Бланко      | Бахтіяр Артаєв Сергій Дерев'янченко   |
| Напівважка вага (-81 кг)         | Аббос Атоєв        | Артур Бетербієв      | Даугірдас Шемьотас Еркебулан Шиналієв |
| Важка вага (-91 кг)              | Клементе Руссо     | Рахім Чахкієв        | Джон М'Бумба Юйшань Ніцзяті           |
| Надважка вага (+91 кг)           | Роберто Каммарелле | В'ячеслав Глазков    | Чжан Чжілей Іслам Тимурзієв           |

### Медальний залік
| Місце | Держава         |    |    |    | Разом |
| ----- | --------------- | -- | -- | -- | ----- |
| 1     | Росія           | 3  | 3  | 2  | 8     |
| 2     | Італія          | 2  | 1  | 1  | 4     |
| 3     | США             | 2  | 0  | 0  | 2     |
| 4     | КНР             | 1  | 0  | 4  | 5     |
| 5     | Казахстан       | 1  | 0  | 2  | 3     |
| 5     | Велика Британія | 1  | 0  | 2  | 3     |
| 7     | Узбекистан      | 1  | 0  | 0  | 1     |
| 8     | Таїланд         | 0  | 2  | 1  | 3     |
| 8     | Україна         | 0  | 2  | 1  | 3     |
| 10    | Монголія        | 0  | 1  | 0  | 1     |
| 10    | Філіппіни       | 0  | 1  | 0  | 1     |
| 10    | Венесуела       | 0  | 1  | 0  | 1     |
| 13    | Франція         | 0  | 0  | 2  | 2     |
| 13    | Туреччина       | 0  | 0  | 2  | 2     |
| 15    | Азербайджан     | 0  | 0  | 1  | 1     |
| 15    | Північна Корея  | 0  | 0  | 1  | 1     |
| 15    | Японія          | 0  | 0  | 1  | 1     |
| 15    | Литва           | 0  | 0  | 1  | 1     |
| 15    | Пуерто-Рико     | 0  | 0  | 1  | 1     |
| Разом | 19 держав       | 11 | 11 | 22 | 44    |